# Heterochroma viridipicta
Heterochroma viridipicta là một loài bướm đêm trong họ Noctuidae.